# 移動中的磁鐵與導體問題

一個導體以速度 移動於磁場。

移動中的磁鐵跟導體問題（moving magnet and conductor problem）是一個源自於19世紀的著名思想實驗，涉及到經典電磁學與狹義相對論的交叉領域。在這問題裏，相對於磁鐵的參考系，導體以均勻速度 {\displaystyle v} 移動。從磁鐵的參考系與導體的參考系分別觀測，流動於導體的電流相同。這事實遵守基本「相對性原理」：沒有絕對靜止標準，只可以觀測到相對運動。但是，根據馬克士威方程組和勞侖茲力定律，導體的電荷，在磁鐵參考系會感受到磁場力，而在導體參考系會感受到電場力。從不同的參考系觀測，同樣的物理現象竟會出現大相逕庭的描述。這問題與邁克生-莫立實驗啟發了阿爾伯特·愛因斯坦的相對論。

## 簡介
在愛因斯坦發表的 1905 年論文裏，首段描述的就是移動中的磁鐵與導體問題：
如大眾所知，馬克士威的電動力學——若按當前的普通看法——當應用於移動物體，會導致不對稱性，而這不對稱性並非可見現象的內在屬性。舉例而言，磁鐵與導體兩者間相互的電動力學作用，其可觀測到的現象只和導體與磁鐵的相對運動有關，然而，慣常的觀點卻將這兩種狀況劃下鮮明的界線，這些物體中不是一個在移動就是另一個在移動。若是磁鐵在移動而導體呈靜止狀態，則磁鐵週遭會生成帶有特定能量的電場，在導體所坐落的位置造成電流。但若是磁鐵呈靜止狀態而導體在移動，則磁鐵週遭不會有電場生成，然而在導體中，會發現電動勢，它並不帶有對應的能量，但卻可給出——假設在所討論的這兩種情況中，相對運動是一樣的——前例中電場力所造成的一模一樣的電流。
 — 論動體的電動力學, 愛因斯坦, 1905年
關於不同參考系所觀測到的現象，有一個絕對不可妥協的要求，那就是一致性。這是很重要的論點，因為關於趨動電荷、造成電流的作用力，牛頓力學預測一種變換（伽利略變換），而電動力學預測另外一種不同的變換（勞侖茲變換）。從許多實驗的結果，像光行差、邁克生-莫立實驗等等，建立了勞侖茲變換為正確無誤。狹義相對論的成功發展將這與牛頓力學的不符之處徹底解決。關於作用力的變換，從一個參考系到另一個參考系，狹義相對論將這變換加以修改，促使與勞侖茲不變性一致化。稍後，會詳細解釋這些變換。
再進一步，假若能夠將這些描述合併在一起，獨立於參考系的考量之外，不必被各種各樣的參考系牽扯，那會是多麼美好之舉。達到這目標的細微線索是，在一個參考系的磁場，在另一個參考系會變成電場。類似地，在一個參考系的電場的螺線部分（不是由電荷產生的部分），在另一個參考系會變成磁場；也就是說，螺線電場與磁場是一塊銅幣的兩面。這意味著不同描述的弔詭可能只是語意方面的問題。
為了避免這語意陷阱，可以合併描述為電磁張量。電場與磁場變成電磁張量的分量，在所有參考系裏，形式相同。

## 前論

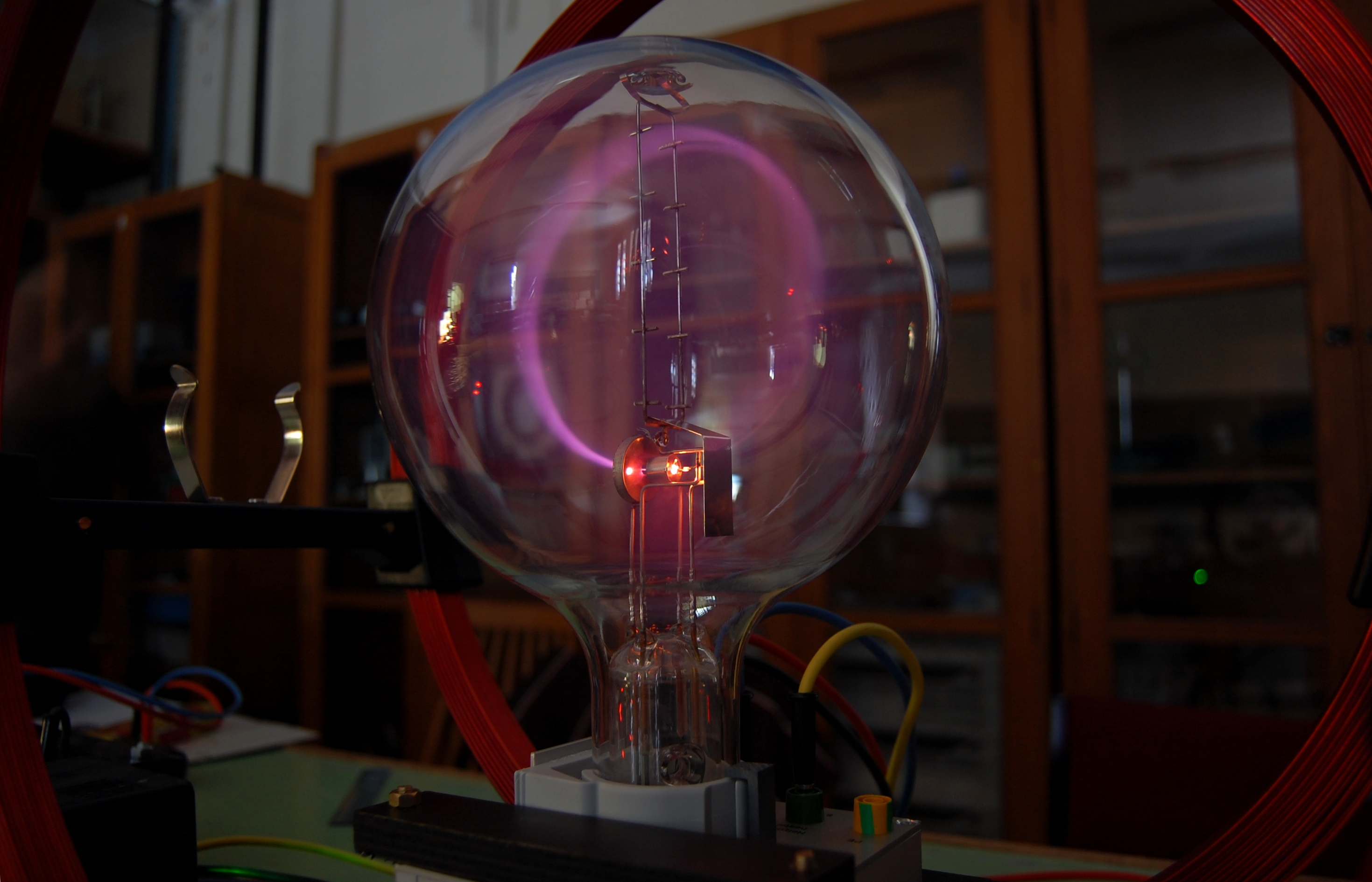
电子束在磁场中做圆周运动，气体原子被电子激发而发光。

從做實驗可以觀測到帶電粒子的運動軌道，從而推斷出经典電磁場的存在，经典電磁場理論能夠解釋帶電粒子的運動行為。
物理學強烈地要求，所有觀測必需對於粒子的運動軌道達成共論。例如，假若某觀測發現一個粒子碰撞到標靶靶心，則所有觀測必需達到同樣的結論。這要求對於電磁場的屬性與從一個參考系變換到另一個參考系的物理行為給予約束。這要求也對於電磁場怎樣影響加速度給予約束，從而影響帶電粒子的運動軌道。
愛因斯坦在他的1905年闡述狹義相對論的論文裏提到的例子，即關於導體移動於磁鐵產生的磁場的問題。在磁鐵的參考系，導體會感受到磁場力。在導體的參考系，移動相對於磁鐵，導體會感受到電場力。這磁鐵參考系的磁場與導體參考系的電場，必需對於導體的運動造成一致性的結果。在1905年，愛因斯坦表明，馬克士威方程組所代表的場方程組正確無誤，牛頓運動定律需要修改才能給出一致性的粒子軌道

## 電磁場的伽利略變換
假設磁鐵參考系與導體參考系是以伽利略變換相關聯，則這兩個參考系所觀測到的電磁場、作用力可以直截了當的計算出來，解釋兩個參考系所觀測到的感應電流相同。這也會順便給出一般方程式，能夠以一個參考系的電磁場表達另一個參考系的電磁場。
實際而言，兩個參考系不是以伽利略變換相關聯，而是以勞侖茲變換相關聯。然而，在相對速度超小於光速之時，伽利略變換是非常優良的近似。

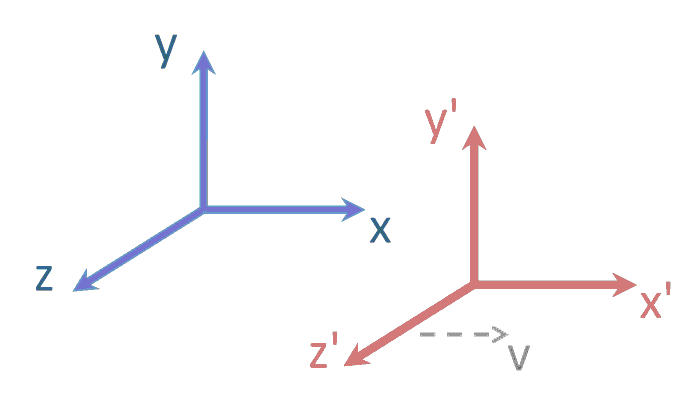
單撇號的參考系（紅色）對於沒有單撇號的參考系（藍色）的相對速度為 （灰色）。

在以下論述裏，沒有單撇號的符號對應於磁鐵的靜止參考系，而有單撇號的符號對應於導體的靜止參考系。
設定 {\displaystyle \mathbf {v} } 為導體參考系對於磁鐵參考系的相對速度，則位置 {\displaystyle \mathbf {r} } 、時間 {\displaystyle t} 的伽利略變換分別為
{\displaystyle \mathbf {r} '=\mathbf {r} -\mathbf {v} t} 、
{\displaystyle t'=t} 。
在伽利略變換下，{\displaystyle \nabla } 、{\displaystyle {\frac {\partial }{\partial t}}} 分別為
{\displaystyle \nabla '=\nabla } 、
{\displaystyle {\frac {\partial }{\partial t'}}={\frac {\partial }{\partial t}}+\mathbf {v} \cdot \nabla } 。

### 磁鐵參考系
在磁鐵的靜止參考系，參數為場位置 {\displaystyle \mathbf {r} } 、時間 {\displaystyle t} 的磁場 {\displaystyle \mathbf {B} (\mathbf {r} ,t)} 是由磁鐵的形狀和結構決定，與時間無關。電場為零， {\displaystyle \mathbf {E} (\mathbf {r} ,t)=0} 。
通常，處於電場 {\displaystyle \mathbf {E} (\mathbf {r} ,t)} 與磁場 {\displaystyle \mathbf {B} (\mathbf {r} ,t)} 的導體內的帶電粒子 {\displaystyle q} 所感受到的勞侖茲力 {\displaystyle \mathbf {F} } 為
{\displaystyle \mathbf {F} =q(\mathbf {E} +\mathbf {v} \times \mathbf {B} )} 。
由於電場為零，帶電粒子所感受到的作用力為
{\displaystyle \mathbf {F} =q\mathbf {v} \times \mathbf {B} } 。

### 導體參考系
在導體的靜止參考系，磁場 {\displaystyle \mathbf {B} '} 與磁鐵參考系的磁場 {\displaystyle \mathbf {B} } 之間的關係為
{\displaystyle \mathbf {B} '(\mathbf {r} ',t')=\mathbf {B} (\mathbf {r} ,t)} 。
由於磁場 {\displaystyle \mathbf {B} '} 含時間 {\displaystyle t'} ，根據馬克士威-法拉第方程式，會有電場生成於導體參考系：
{\displaystyle \nabla '\times \mathbf {E} '=-\ {\frac {\partial \mathbf {B} '}{\partial t'}}=-\left({\frac {\partial }{\partial t}}+\mathbf {v} \cdot \nabla \right)\mathbf {B} =-(\mathbf {v} \cdot \nabla )\mathbf {B} =-(\mathbf {v} \cdot \nabla ')\mathbf {B} } 。
應用向量恆等式與高斯磁定律，注意到 {\displaystyle \mathbf {v} } 是常數，可以得到
{\displaystyle \nabla '\times \mathbf {E'} =-(\mathbf {v} \cdot \nabla ')\mathbf {B} =-\nabla '\times (\mathbf {B} \times \mathbf {v} )-\mathbf {v} (\nabla '\cdot \mathbf {B} )=-\nabla '\times (\mathbf {B} \times \mathbf {v} )} 。
對於這方程式，存在有解答
{\displaystyle \mathbf {E} '=\mathbf {v} \times \mathbf {B} } 。
在導體參考系，導體內部的電荷 {\displaystyle q} 是呈靜止狀態，勞侖茲力的磁場力項目等於零，電荷感受到的作用力為
{\displaystyle \mathbf {F} '=q\mathbf {E} '=q\mathbf {v} \times \mathbf {B} } 。
注意到 {\displaystyle \mathbf {F} =\mathbf {F} '} ，在兩個參考系觀測到的作用力相等（這是期待的結果），因此，在兩個參考系任何可觀測到的後果，像感應電流，應該也相等，儘管在導體參考系，作用力是電場力，而在磁鐵參考系，作用力是磁場力。

### 勞侖茲力不變性
在伽利略變換下的電場與磁場也可以從勞侖茲力不變性猜出。由於加速度的伽利略變換為
{\displaystyle \mathbf {a} =\mathbf {a} '} ，
作用力的伽利略變換為
{\displaystyle \mathbf {F} =\mathbf {F} '} 。
思考移動於電磁場的一個帶電粒子，其所感受到的勞侖茲力為：
{\displaystyle q(\mathbf {E} +\mathbf {w} \times \mathbf {B} )=q(\mathbf {E} '+\mathbf {w} '\times \mathbf {B} ')} ；
其中，{\displaystyle \mathbf {w} } 、{\displaystyle \mathbf {w} '} 是粒子分別在磁鐵參考系、導體參考系的速度，{\displaystyle q} 是粒子的電量。
速度的伽利略變換為
{\displaystyle \mathbf {w} =\mathbf {w} '+\mathbf {v} } ，
將這變換公式代入，可以得到
{\displaystyle \mathbf {E} +\mathbf {v} \times \mathbf {B} '=\mathbf {E} '+\mathbf {w} \times (\mathbf {B} '-\mathbf {B} )} 。
從參考系裏觀測到的電磁場，不應該與粒子速度有關，唯一可能是設定
{\displaystyle \mathbf {B} '=\mathbf {B} } 、
{\displaystyle \mathbf {E} =\mathbf {E} '-\mathbf {v} \times \mathbf {B} '} 。
對於移動中的磁鐵與導體問題，{\displaystyle \mathbf {E} =0} 、{\displaystyle \mathbf {w} '=0} ，勞侖茲力分別為
{\displaystyle \mathbf {F} =q\mathbf {v} \times \mathbf {B} } 、
{\displaystyle \mathbf {F} '=q\mathbf {E} '=q\mathbf {v} \times \mathbf {B} } 。

### 電磁場的伽利略變換方程式
將前面結果加以延伸，假設在磁鐵參考系觀測到的電場不等於零，則仍舊可倚賴馬克士威-法拉第方程式做出解釋，在導體參考系，這含時電場會貢獻出磁場。通常而言，最終結果是
{\displaystyle \mathbf {E} '=\mathbf {E} +\mathbf {v} \times \mathbf {B} } 、
{\displaystyle \mathbf {B} '=\mathbf {B} -{\frac {1}{{c}^{2}}}\ \mathbf {v} \times \mathbf {E} } ；
其中，{\displaystyle c} 是自由空間的光速。
將這些變換方程式帶入馬克士威方程組，可以發覺，假若在一個參考系裏，馬克士威方程組完全成立，則在另外一個參考系裏，馬克士威方程組幾乎完全成立，只差幾個不正確的項目。這些項目必需靠勞侖茲變換來修正。所以，這些變換方程式有瑕疵，稍後會有更詳細解釋。

## 電磁場的勞侖茲變換
假設相對於磁鐵參考系，導體參考系以速度 {\displaystyle \mathbf {v} } 移動，則馬克士威方程組的變換方程式為：
{\displaystyle \mathbf {E} _{\parallel }'=\mathbf {E} _{\parallel }} 、
{\displaystyle \mathbf {E} _{\bot }'=\gamma (\mathbf {E} _{\bot }+\mathbf {v} \times \mathbf {B} )} 、
{\displaystyle \mathbf {B} _{\parallel }'=\mathbf {B} _{\parallel }} 、
{\displaystyle \mathbf {B} _{\bot }'=\gamma (\mathbf {B} _{\bot }-{\frac {\mathbf {v} }{c^{2}}}\times \mathbf {E} )} ；
其中，{\displaystyle \gamma ={\frac {1}{\sqrt {1-{(v/c)}^{2}}}}}  是勞侖茲因子，與 {\displaystyle \mathbf {v} } 平行的電磁場部分以符號 {\displaystyle \parallel } 為下標，與 {\displaystyle \mathbf {v} } 垂直的電磁場部分以符號 {\displaystyle \bot } 為下標。
假設在磁鐵參考系裏，電場為零，{\displaystyle \mathbf {E} =0} ，則
{\displaystyle \mathbf {E} '=\gamma \mathbf {v} \times \mathbf {B} } 。
在導體參考系裏，電荷感受到的作用力為
{\displaystyle \mathbf {F} '=q\mathbf {E} '=q\gamma \mathbf {v} \times \mathbf {B} } 。
這方程式與先前從非相對論性牛頓運動定律獲得的方程式不同，相差一個勞侖茲因子 {\displaystyle \gamma } 。注意到現在 {\displaystyle \mathbf {F} \neq \mathbf {F} '} ，在兩個參考系觀測到的作用力不再相等。物理學不能容忍這樣的結果。幸好，有狹義相對論中流砥柱，能夠給出兩個參考系之間對於作用力的正確變換方程式，化解這困境。

### 作用力的相對論性修正

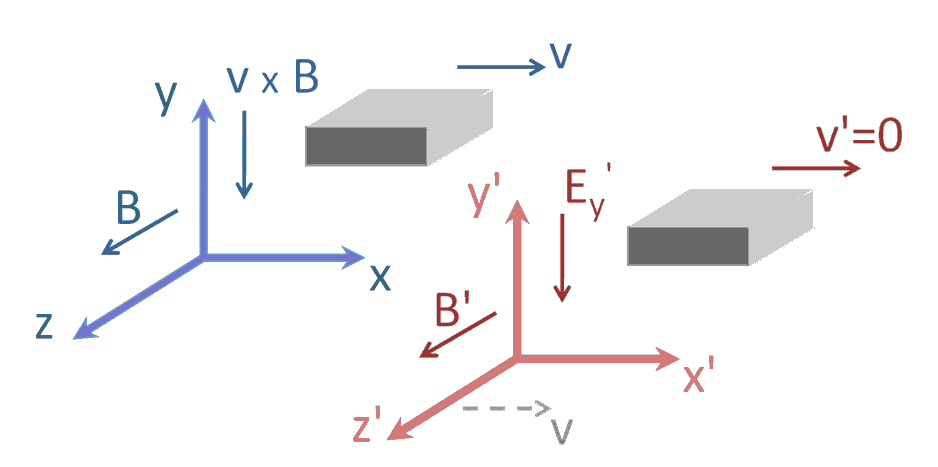
從兩個慣性參考系觀測導體（灰色）所感受到的作用力。在磁鐵參考系（暗藍色），導體以速度 移動。在導體參考系（以暗紅色，單撇號標記），導體呈靜止狀態。磁場 隨著位置改變。

注意到在兩個參考系裏，勞侖茲力都具有同樣的形式，雖然電磁場的數值大小不同：
{\displaystyle \mathbf {F} =q\left[\mathbf {E} +\mathbf {v} \times \mathbf {B} \right]} 、
{\displaystyle \mathbf {F} '=q\left[\mathbf {E} '+\mathbf {v} '\times \mathbf {B} '\right]} 。
如右圖所示，稍微簡化案例，設定磁場為 {\displaystyle \mathbf {B} =B{\hat {\mathbf {z} }}} ，電場為 {\displaystyle \mathbf {E} =0} ，導體以速度 {\displaystyle \mathbf {v} =v{\hat {\mathbf {x} }}} 移動。那麼，在磁鐵參考系裏，電荷感受的作用力為
{\displaystyle F_{y}=-qvB} 。
在導體參考系裏，磁鐵相對地移動，電荷感受的作用力為
{\displaystyle {F_{y}}'=qE'=-q\gamma vB} 。
這兩個作用力相差勞侖茲因子 {\displaystyle \gamma } 。應用狹義相對論，可以解釋這差別。在狹義相對論裏，從磁鐵參考系勞侖茲變換到導體參考系，時空坐標的變換方程式為（注意到兩個參考系的相對運動是沿著x-方向。）
{\displaystyle x'=\gamma (x-vt)\ } 、  {\displaystyle x=\gamma (x'+vt')} 、
{\displaystyle t'=\gamma \left(t-{\frac {vx}{c^{2}}}\right)} 、  {\displaystyle t=\gamma \left(t'+{\frac {vx'}{c^{2}}}\right)} 。
這些變換引致作用力y-分量的差別：
{\displaystyle {F_{y}}'=\gamma {F_{y}}} 。
為了遵守勞侖茲不變性，同樣的作用力，在不同參考系觀測到的數值可能不一樣，這與伽利略不變性迥然不同。但是，回憶前段落根據勞侖茲力定律所做的分析，可以得到
{\displaystyle \gamma F_{y}=-q\gamma vB} 、   {\displaystyle {F_{y}}'=-q\gamma vB} 。
兩個結果完全相符合。雖然從不同參考系測量得到的作用力數值不一樣，但是參考系與參考系之間的變換完全遵守相對論。

## 經典電磁理論的協變表述
應用協變表述，閔可夫斯基度規的形式被規定為 {\displaystyle diag(1,-1,-1,-1)} ，這是参考了約翰·傑克森（John D. Jackson）的著作《經典電動力學》中所採用的形式；並且使用了經典的張量代数以及愛因斯坦求和約定。
先列出解析移動中的磁鐵與導體問題所需的變量與方程式。定義帶電粒子的四維速度 {\displaystyle u_{\zeta }} 為
{\displaystyle u_{\zeta }\ {\stackrel {def}{=}}\ (u_{0},\,u_{1},\,u_{2},\,u_{3})=\gamma (c,\,-v_{x},\,-v_{y},\,-v_{z})} ；
其中，{\displaystyle c} 是自由空間的光速，{\displaystyle \mathbf {v} =(v_{x},\,v_{y},\,v_{z})} 是帶電粒子的速度向量。
定義電磁場張量 {\displaystyle F^{\xi \zeta }} 為
{\displaystyle F^{\xi \zeta }\ {\stackrel {def}{=}}\ {\begin{bmatrix}0&-E_{x}/c&-E_{y}/c&-E_{z}/c\\E_{x}/c&0&-B_{z}&B_{y}\\E_{y}/c&B_{z}&0&-B_{x}\\E_{z}/c&-B_{y}&B_{x}&0\end{bmatrix}}} ；
其中，{\displaystyle \mathbf {E} =(E_{x},\,E_{y},\,E_{z})} 是電場，{\displaystyle \mathbf {B} =(B_{x},\,B_{y},\,B_{z})} 是磁場。
結合牛頓運動定律與勞侖茲力定律在一起，以電磁場張量寫為協變形式(covariant form)：
{\displaystyle f^{\xi }\ {\stackrel {def}{=}}\ {\frac {dp^{\xi }}{d\tau }}=qu_{\zeta }F^{\xi \zeta }} ；
其中，{\displaystyle f^{\xi }} 是四維力（four-force），{\displaystyle p^{\xi }} 是四維動量，{\displaystyle \tau } 是帶電粒子的固有時。
應用勞侖茲變換，電磁場張量可以從一個參考系變換到另一個參考系：
{\displaystyle F'^{\mu \nu }={\Lambda ^{\mu }}_{\xi }{\Lambda ^{\nu }}_{\zeta }F^{\xi \zeta }} ；
其中，{\displaystyle {\Lambda ^{\mu }}_{\xi }} 和 {\displaystyle {\Lambda ^{\nu }}_{\zeta }} 是勞侖茲變換矩陣。
現在，可以開始解析移動中的磁鐵與導體問題。與這問題相關的勞侖茲變換矩陣 {\displaystyle \Lambda _{\nu }^{\mu }} 是
{\displaystyle \Lambda _{\nu }^{\mu }=\ \left({\begin{matrix}\gamma &-\gamma \beta &0&0\\-\gamma \beta &\gamma &0&0\\0&0&1&0\\0&0&0&1\end{matrix}}\right)} ；
其中，{\displaystyle \beta ={\frac {v}{c}}} 是貝他因子。
在磁鐵參考系，觀測到的電磁場張量 {\displaystyle F^{\xi \zeta }} 為
{\displaystyle F^{\xi \zeta }={\begin{bmatrix}0&0&0&0\\0&0&-B&0\\0&B&0&0\\0&0&0&0\end{bmatrix}}} 。
帶電粒子（也可以說是導體）的四維速度 {\displaystyle u_{\zeta }} 為
{\displaystyle u_{\zeta }=\gamma (c,\,-v,\,0,\,0)} ；
四維力 {\displaystyle f^{\xi }} 為
{\displaystyle f^{\xi }=qu_{\zeta }F^{\xi \zeta }=\gamma (0,\,0,\,-vB,\,0)} 。
在導體參考系，觀測到的電磁場張量 {\displaystyle F'^{\mu \nu }} 為
{\displaystyle F'^{02}={\Lambda ^{0}}_{\xi }{\Lambda ^{2}}_{\zeta }F^{\xi \zeta }={\Lambda ^{0}}_{1}{\Lambda ^{2}}_{2}F^{12}+{\Lambda ^{0}}_{2}{\Lambda ^{2}}_{1}F^{21}=\gamma \beta B} 、
{\displaystyle F'^{20}={\Lambda ^{2}}_{\xi }{\Lambda ^{0}}_{\zeta }F^{\xi \zeta }={\Lambda ^{2}}_{1}{\Lambda ^{0}}_{2}F^{12}+{\Lambda ^{2}}_{2}{\Lambda ^{0}}_{1}F^{21}=-\gamma \beta B} 。
其他項目都等零。所以電磁場張量 {\displaystyle F'^{\mu \nu }} 為
{\displaystyle F'^{\mu \nu }={\begin{bmatrix}0&0&\gamma \beta B&0\\0&0&0&0\\-\gamma \beta B&0&0&0\\0&0&0&0\end{bmatrix}}} ，
在導體參考系，電場為
{\displaystyle E'=-\gamma vB} 。
帶電粒子（也可以說是導體）的四維速度 {\displaystyle u'_{\zeta }} 為
{\displaystyle u'_{\zeta }=\gamma (c,\,0,\,0,\,0)} ；
四維力 {\displaystyle f'^{\xi }} 為
{\displaystyle f'^{\xi }=qu'_{\zeta }F'^{\xi \zeta }=\gamma (0,\,0,\,-vB,\,0)} 。
這滿足兩個參考系之間對於四維力的勞侖茲變換：
{\displaystyle f'^{\mu }={\Lambda ^{\mu }}_{\xi }f^{\xi }} 。

## 參閱
| - 慣性參考系 - 相對性原理 - 法拉第電磁感應定律 - 電動機 | - 奇蹟年論文（Annus Mirabilis Papers） - 法拉第弔詭（Faraday paradox） - 達爾文拉格朗日量（Darwin Lagrangian） |

## 外部連結
- 加州大學洛杉磯分校物理課堂示範網頁 ：磁鐵與導體的相對運動實驗 （页面存档备份，存于）